# Notocaulus basilewskyi
Notocaulus basilewskyi är en skalbaggsart som beskrevs av S. Endrödi 1957. Notocaulus basilewskyi ingår i släktet Notocaulus och familjen Aphodiidae. Inga underarter finns listade i Catalogue of Life.